# KHS GmbH
Die KHS GmbH ist ein international tätiger deutscher Hersteller von Abfüll- und Verpackungsanlagen für Glas, PET, Keg und Dosen. Der Hauptsitz befindet sich in Dortmund.
Das Unternehmen entwickelt und produziert komplette Anlagen für die Getränke-, Food- und Nonfood-Industrie. Es ist eine 100-prozentige Tochtergesellschaft der zum Salzgitter-Konzern gehörenden Salzgitter Klöckner-Werke GmbH.

## Geschichte
Die KHS GmbH ist 1993 aus einem Zusammenschluss der 1868 in Dortmund gegründeten Holstein & Kappert GmbH und der 1887 in Kreuznach gegründeten Seitz-Werke GmbH (& Co. KG), später Seitz-Enzinger-Noll AG (SEN), Bad Kreuznach, entstanden.
Von 1977 bis 1982 wurde die H&K (zu 100 %) und SEN (zu 90 %) durch die Klöckner Werke AG, Duisburg übernommen. 1993 wurde das Unternehmen H&K und SEN zur KHS Maschinen- und Anlagenbau AG Dortmund zusammengeschlossen. Durch die Salzgitter AG wurde 2007 die Mehrheitsbeteiligung an den Klöckner-Werken erworben. 2008 wurden die Unternehmen KHS Corpoplast, KHS Plasmax und KHS Moldtec in die Salzgitter Klöckner-Werke GmbH integriert. 2010 wurde es von der KHS AG zur KHS GmbH umgewandelt. KHS wurde 2011 eine 100-prozentige Tochtergesellschaft der Salzgitter Klöckner-Werke.

## Standorte

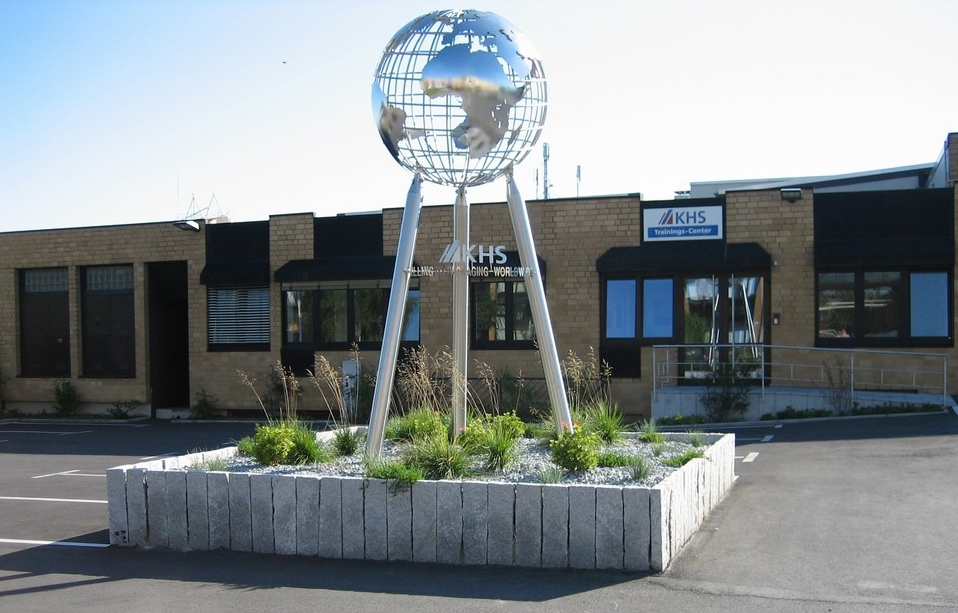
Weltkugel auf dem Besucherparkplatz in Dortmund

Am Hauptsitz in Dortmund ist eine der fünf deutschen Produktionsstätten, weitere liegen in Bad Kreuznach, Hamburg, Kleve und Worms.
Die ausländischen Produktionsstandorte befinden sich in São Paulo – Brasilien, Waukesha – USA, Zinacantepec – Mexiko, Ahmedabad – Indien und Kunshan in China. Darüber hinaus existieren weltweit mehr als 70 Niederlassungen.

## Produkte
Das Unternehmen bietet Turnkey-Lösungen für verschiedenste Branchen, Behälter und Prozesse in der Getränkeproduktion an. Zu den Behältern gehören Glasflaschen, PET, Dosen, Kegs und Aluminium-Flaschen. Jede KHS-Anlage besteht aus Einzelmaschinen und Prozesskomponenten: von der PET-Flaschenherstellung, Abfüllung, Etikettierung, Verpackung und Palettierung bis hin zu Inspektion und Komplettreinigung.
Ein weiteres Kerngebiet der KHS GmbH sind Prozessanlagen zur Vereinfachung und effizienteren Gestaltung komplexer Getränkeherstellungsprozesse. Die unterschiedlichen Prozesse betreffen Reinigungssysteme, Getränkemischungen sowie die Konzeption und Gestaltung von Produktionsanlagen.